# Alaksiej Nasiewicz
Alaksiej Nasiewicz (biał. Аляксей Насевіч; ur. 5 czerwca 2003 w Grodnie) – polski siatkarz białoruskiego pochodzenia, grający na pozycji atakującego. 
Rodzina Nasiewiczów ma polskie korzenie. 
Swoją przygodę ze sportem zaczął od taekwondo, ale po dwóch latach zrezygnował. Wybrał siatkówkę, gdyż jego tata kiedyś grał w siatkówkę i brat wtedy również zaczął uprawiać tę dyscyplinę. Pierwsze treningi siatkarskie zaczął w wieku 10 lat, gdy grał w rozgrywkach międzyszkolnych reprezentując Szkołę im. Sapiehy z rodzinnego Grodna. W listopadzie 2016 roku w wieku 13 lat dostał pierwszą licencję zawodniczą. We wrześniu 2018 roku przyjechał razem z rodziną do Gdańska. Tutaj osiedlili się na stałe, nie chcąc wracać na Białoruś. Mając 15 lat zaczął wtedy treningi z GKS-em Stoczniowiec. Od stycznia 2019 roku po uzyskaniu certyfikatu przez FIVB, reprezentował GKS Stoczniowiec Gdańsk w rozgrywkach młodzieżowych w kategoriach kadetów i juniorów, a od sezonu 2020/2021 grał również z seniorami w II lidze, występując w zespole Stoczniowiec Politechnika Gdańska. Od sezonu 2022/2023 jest zawodnikiem Trefla Gdańsk. W sezonie 2022/2023 grał jako przyjmujący, następnie sezon 2023/2024 w Treflu Gdańsk zaczynał grać na pozycji atakującego.
Polski paszport Nasiewicz otrzymał w 2021 roku, a klub rozpoczął starania o polską licencję dla zawodnika. Za zmianę licencji na polską musiał zapłacić 100 tysięcy złotych. W czerwcu 2023 roku otrzymał licencję polską, gdzie w meczach Plusligi od sezonu 2023/2024 gra jako Polak.
Podczas Gali Polskiej Ligi Siatkówki 2024 został Odkryciem Sezonu 2023/2024 PlusLigi.
W połowie lipca 2024 roku przeszedł operację usunięcia przepukliny kręgosłupa.
5 stycznia 2025 roku doznał kontuzji skręcenia kostki w meczu 19. kolejki PlusLigi (2024/2025) ze Ślepskiem Malow Suwałki.
30 maja 2025 roku zadebiutował w reprezentacji Polski w turnieju towarzyskim Silesia Cup w meczu z reprezentacją Bułgarii.

## Sukcesy reprezentacyjne
Letnia Uniwersjada:
- 2025[16]

Liga Narodów:
- 2025[17]